# タシポラット・ティップ
- タシポラット
- タシポラト
- タシプラト
- タシュポラット
- ティップ
- ティイプ
- テイプ

タシポラット・ティップ（Tashpolat TiyipあるいはTaxpolat Tiyip、ウイグル語: تاشپولات تېيىپ; 中国語: 塔西甫拉提·特依拜）は、中国の地理学者、地質学者。

## 略歴
1978年に地理学を学ぶために新疆大学に入学し、1983年に卒業した。1988年に東京理科大学で修士号・博士号を取得するために来日した。1992年に応用地理学、1993年に新疆大学地理学部の教授として任命された。1996年に新疆大学副学長として任命され、2010年に学長に昇進、大学の共産党の副書記になった。
日本語は吉林省長春市の日本語学習機関で習得した。
2008年11月にソルボンヌ大学から名誉博士号が授与された。
中国共産党員で、共に留学生活を送った弟と疎遠になるほど中国共産党への協力姿勢の強い体制側の人物だったが、2017年3月末に学長を解任され、公式の学長リストからも削除された。
同年5月、陳全国を主導者とする弾圧による知識人狩りを強化する中国当局に拘束され、2018年10月頃に改悛を条件とする執行猶予付き死刑宣告を受ける。

## 人物
グルジャ市出身。ウイグル族。
郵便局員を父に持ち、温厚な性格で文武両道。学生時代は長身を生かしてバレーボール選手として活躍。体育専門学校に進む道もあったが、新疆大学進学を機に学問に専念。
2009年ウイグル騒乱の際には「民族対立はやめよう。暴力は解決手段ではない」と呼びかける。このような姿勢が漢人教諭たちの恨みを買ったという指摘もある。
国家規模の重要な研究プロジェクトに複数参加。世界中の50以上の大学と密接な関係を築く。